# Kaatsen
Kaatsen auch Friesischer Handball (westfriesisch: keatsen) genannt, ist ein Ballsport, der fast nur in der niederländischen Provinz Friesland und in der Umgebung von Brüssel in Belgien betrieben wird.

## Spiel

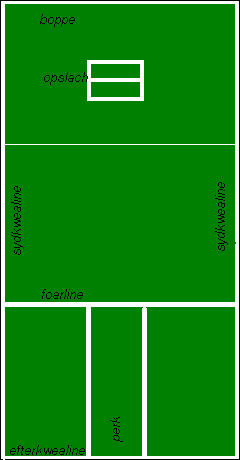
Kaatsspielfeld

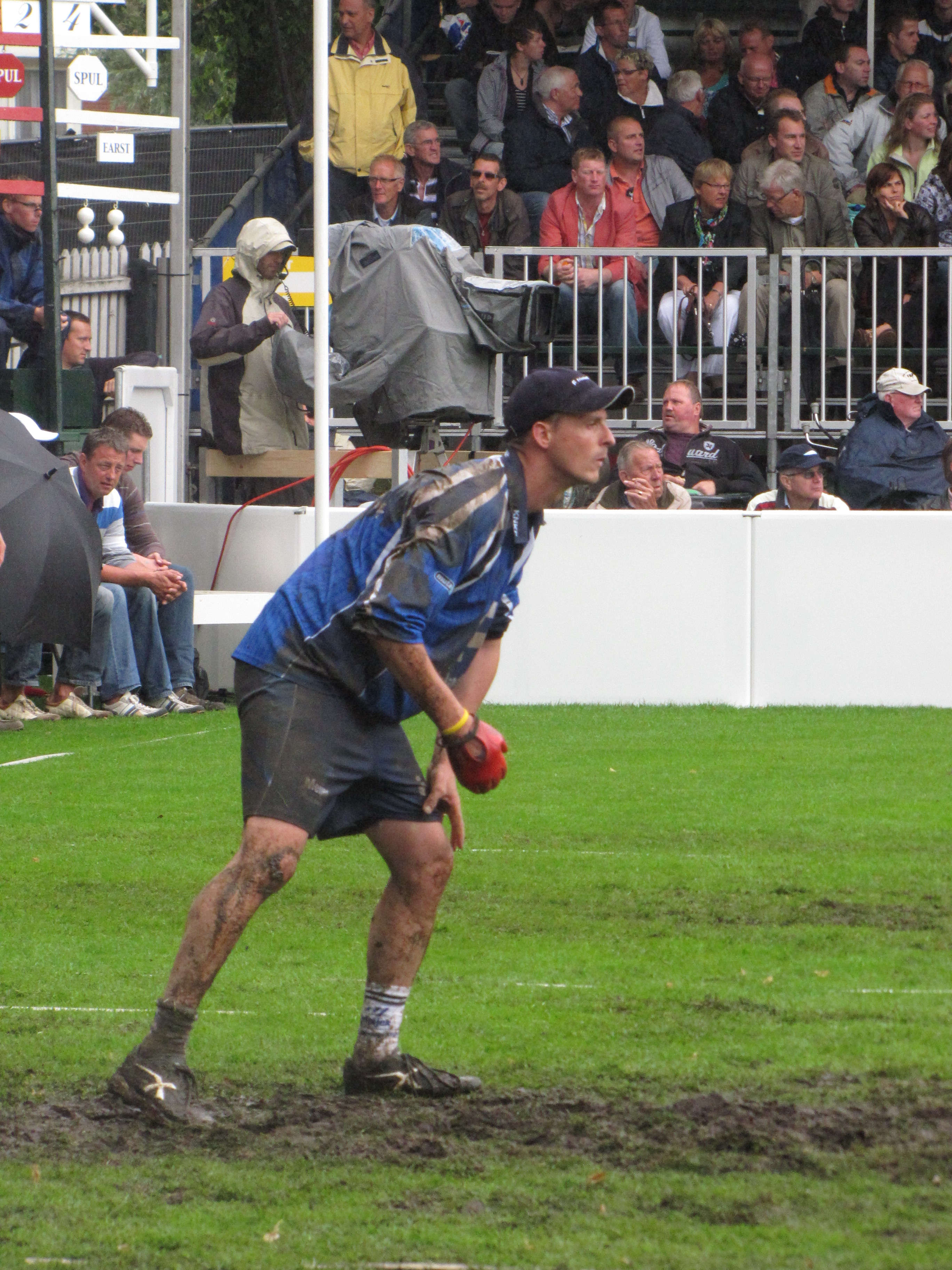
Spieler bereit zum Rückschlag

Der Sport ist verwandt mit dem baskischen Pelota-Spiel und dem Jeu de Paume, die Spielregeln weichen davon ab. Die Teilnehmer bilden zwei Dreier-Mannschaften, Parture genannt. Der Ball ist mit Kalbshaar gefüllt und mit einer Lederhülle überzogen. Er wiegt 24 Gramm und hat einen Durchmesser von 4 cm.
Das Spielfeld ist ein 60 mal 32 Meter großes Rasenrechteck, das in verschiedene Zonen aufgeteilt ist. Die Spieler tragen zum Schutz der Hände, mit denen der Ball geschlagen wird, meist Lederfäustlinge.

## Turniere
Das Spiel wurde im Rahmen der Olympischen Sommerspiele 1928 in Amsterdam als Demonstrationssportart gezeigt.
Das Turnier des Permanente Commissie, kurz PC-Turnier, in Franeker wird jährlich seit 1854 abgehalten und ist der Höhepunkt der Saison. In der Stadt existiert auch seit 1972 das Kaatsmuseum zur Geschichte dieser ältesten niederländischen Ballsportart.